# Tournoi de tennis de Chichester (WTA 1973)
Pour un article plus général, voir Tournoi de tennis de Chichester.
Le tournoi de tennis de Chichester est un tournoi de tennis professionnel féminin. L'édition 1973 se dispute du 4 au 9 juin 1973.
Dianne Fromholtz remporte le simple dames. En finale, elle bat Brigitte Cuypers, décrochant à cette occasion le 2e titre de sa carrière sur le circuit WTA.
L'épreuve de double voit quant à elle s'imposer Julie Heldman et Ann Kiyomura.

## Résultats en simple

### Tableau final
|  |                  |  |   |   |  |
|  | Finale           |  |   |   |  |
|  |                  |  |   |   |  |
|  |                  |  |   |   |  |
|  | Dianne Fromholtz |  | 6 | 6 |  |
|  | Dianne Fromholtz |  | 6 | 6 |  |
|  | Brigitte Cuypers |  | 1 | 0 |  |

## Résultats en double

### Tableau final
|  |                                  |  |   |   |  |
|  | Finale                           |  |   |   |  |
|  |                                  |  |   |   |  |
|  |                                  |  |   |   |  |
|  | Julie Heldman Ann Kiyomura       |  | 7 | 6 |  |
|  | Julie Heldman Ann Kiyomura       |  | 7 | 6 |  |
|  | Jackie Fayter-Hough Peggy Michel |  | 5 | 3 |  |